# Rauno E. Linnavuori
Rauno Eino Linnavuori, född 10 december 1927 i Åbo, död 26 februari 2019, var en finsk entomolog. Han har främst studerat halvvingar.